# Herba bormera
L'herba bromera o vidalba recta, nom científic Clematis recta, és una planta de la família dels ranunculàcies. S'assembla a la vidalba (Clematis vitalba) i encara més a la vidiella (Clematis flammula), però a diferència d'aquestes dues que són lianes no és llenyosa ni enfiladissa.

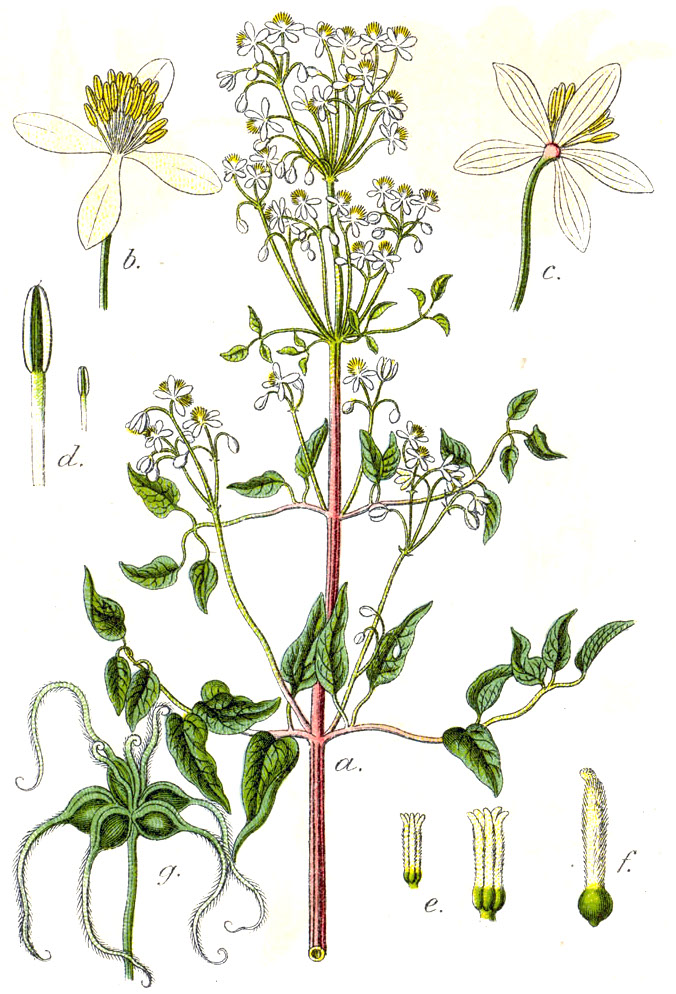
Dibuix de Jacob Sturm (1796)

És una planta herbàcia que floreix de juny a l'agost i pot fer 150cm d'alçada. Les fulles són allargades i blanes. La tija és fistulosa (buida) i els nusos solen ser vermellosos.

## Toxicitat
Totes les parts de la planta són verinoses. Tot i això, seques perden la toxicitat. Les principals toxines són: protoanemonina, anemonina i segons estudis més antics també anemonol. Ingerit provoca gastroenteritis, irritació renal i del sistema nerviós, que es manifesta per rampes i paràlisi. En la pell causa butllofes.